# Paul Ratier Josse
Paul Ratier Josse (Lorient, Morbihan; 1832-Santander, Cantabria; 7 de mayo de 1896) fue un pintor francés que vivió y ejerció en España. Fue un afamado retratista, aunque cultivó otros muchos temas en pintura, manteniéndose siempre fiel al academicismo romántico. 
Fue acusado de haber sido el autor de las pinturas de la cueva de Altamira, por encargo de su descubridor Marcelino Sanz de Sautuola, rumor alimentado por el hecho de su condición de mudo.

## Biografía
Los padres de Paul se trasladaron a Santander hacia 1842, cuando era un niño, dando sus primeros pasos en el dibujo y en la pintura con los maestros de esa ciudad (Luis Brochetón). Desde bien joven era conocido por sus habilidades como dibujante, realizando cotizadas reproducciones de grabados. Tras su formación inicial como pintor, la evidencia de sus dotes le facilitó su formación en París.
Vuelto a Santander tras su formación académica, cultivó el retrato, así como el bodegón, paisaje, tema animal, escena religiosa y de género.
Era sordo.
Tras la acusación de haber sido quien pintó las pinturas de Altamira, Sanz de Sautuola le encargó trabajo, pero al fallecer éste, no tuvo apoyos y murió en la pobreza de tuberculosis (dejando a una hermana también enferma).

## Obra
- Un león y un perro. Trabajo litográfico. Fecha: 1849.
- Una leona y sus crías. Trabajo litográfico. Fecha: 1849.
- El Muelle de noche. Óleo sobre lienzo. Firmado en el reverso: "P. Ratier 1864". Fecha: 1864. Medidas: 24 x 35 cm
- El bergantín Fluvia durante la tempestad de 26 y 27 de noviembre de 1865. Óleo sobre lienzo. Fecha: 1865 o 1866.
- Retrato de la reina Isabel II. Óleo sobre lienzo. Fecha: 1866 o antes.
- Pequeño retrato. Óleo sobre ¿lienzo o tabla?. Fecha: 1866 o antes.
- San Pedro Apóstol. Óleo sobre lienzo. Copia de autor no especificado. Fecha: 1866 o antes.
- Naturaleza muerta. Óleo sobre ¿lienzo o tabla? - Fecha: 1866 o antes.
- Niño mendigo. Óleo sobre lienzo. Fecha: 1866 o antes.
- Un zapatero en un portal. Óleo sobre lienzo. Fecha: 1866 o antes.
- Retrato de Alfonso XII y la reina María Cristina, con los que participó en la Exposición Provincial de 1866.
- Familia de pordioseros. Óleo sobre lienzo. Fecha: desconocida.
- San Simón Apóstol. Obra atribuida. Copia de Pedro Pablo Rubens. Medidas: 543 x 47 cm
- San Mateo Apóstol. Obra atribuida. Copia de Pedro Pablo Rubens. Óleo sobre lienzo. Fecha: desconocida. Medidas: 56 x 47 cm
- Santiago el Menor Apóstol. Obra atribuida. Copia de Pedro Pablo Rubens. Óleo sobre lienzo. Fecha: desconocida. Medidas: 56 x 47 cm
- Santa Lucía y sus devotos ciegos. Óleo sobre lienzo. Firmado: "P. Ratier 1869". Fecha: 1868-69. Medidas máximas (remate en medio punto): 315 x 180 cm
- Retrato. D. Manuel Antonio Rodríguez de Astarloa. Óleo sobre lienzo. Firmado: "P. Ratier Julio 1878". Fecha: julio 1878. Medidas: 90 x 66 cm
- Retrato de D. Genaro Rodríguez Mier. Óleo sobre lienzo. Fecha: 1878 circa. Medidas: 333 x 25 cm
- Retrato. D. Genaro Rodríguez Parets. Óleo sobre lienzo. Fecha: 1878 circa. Medidas: 333 x 25 cm
- Retrato. D. Buenaventura Rodríguez Parets. Óleo sobre lienzo. Firmado: "P. Ratier 1879. Su amigo". Fecha: 1879. Medidas: 55 x 40 cm

También realizó las primeras reproducciones de las pinturas prehistóricas de Altamira, a solicitud de Marcelino Sánz de Sautuola, aunque no las firmó, y que las publicó en su obra "Breves apuntes sobre algunos objetos prehistóricos de la provincia de Santander" y el original está en el Museo y Centro de investigación de la cueva de Altamira en Santillana del Mar. Los siguientes pintores que realizaron reproducciones siguieron su modelo.